# Cratere Vaka
Vaka  è un cratere sulla superficie di Venere.